# محطة فالدبولينتز للطاقة الشمسية
محطة فالدبولينتز للطاقة الشمسية  (بالإنجليزية: Waldpolenz Solar Park)‏ هي أكبر محطة لإنتاج الطاقة الكهربائية عن طريق الطاقة الشمسية باستخدام الرقائق الضوئية الجهدية thin-film photovoltaic . وأنشئت المحطة بألمانيا شرق مدينة لايبزغ . وتقدر قدرة المحطة بنحو 40 ميجاواط وهي تعمل برقائق مبتكرة جديدة وبدأت المحطة إنتاج الكهرباء في عام 2008 .

وتستخدم المحطة 550.000 من رقائق تيلوريد الكادميوم Cadmium telluride تنتج 40.000 ميجاواط ساعي من الكهرباء في السنة.

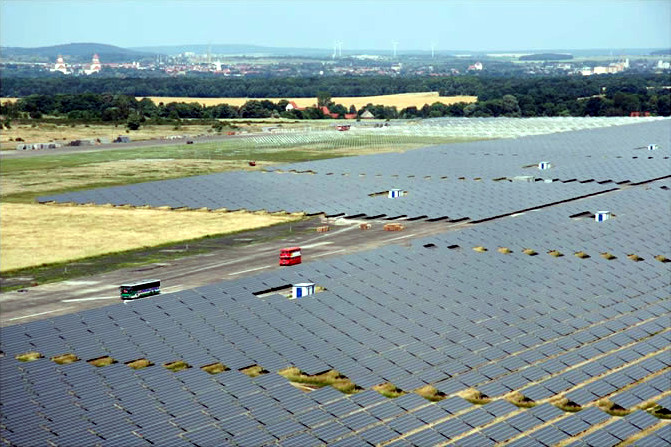
محطة فالدبولينتز ، قدرة 40 ميجاواط بألمانيا.

تشغل المحطة مساحة قدرها 220 هكتار بالقرب من برانديز بألمانيا ، ويبلغ تكلفتها نحو 130 مليون دولار أمريكي ، ومن المتوقع إمكانية رؤيتها بالقمر الصناعي .

## أكبر محطات شمسية في العالم

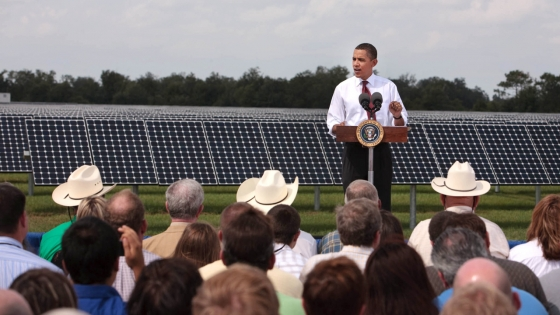
الرئيس الأمريكي باراك أوباما يزور محطة ديسوتو نكست جنيريشن .
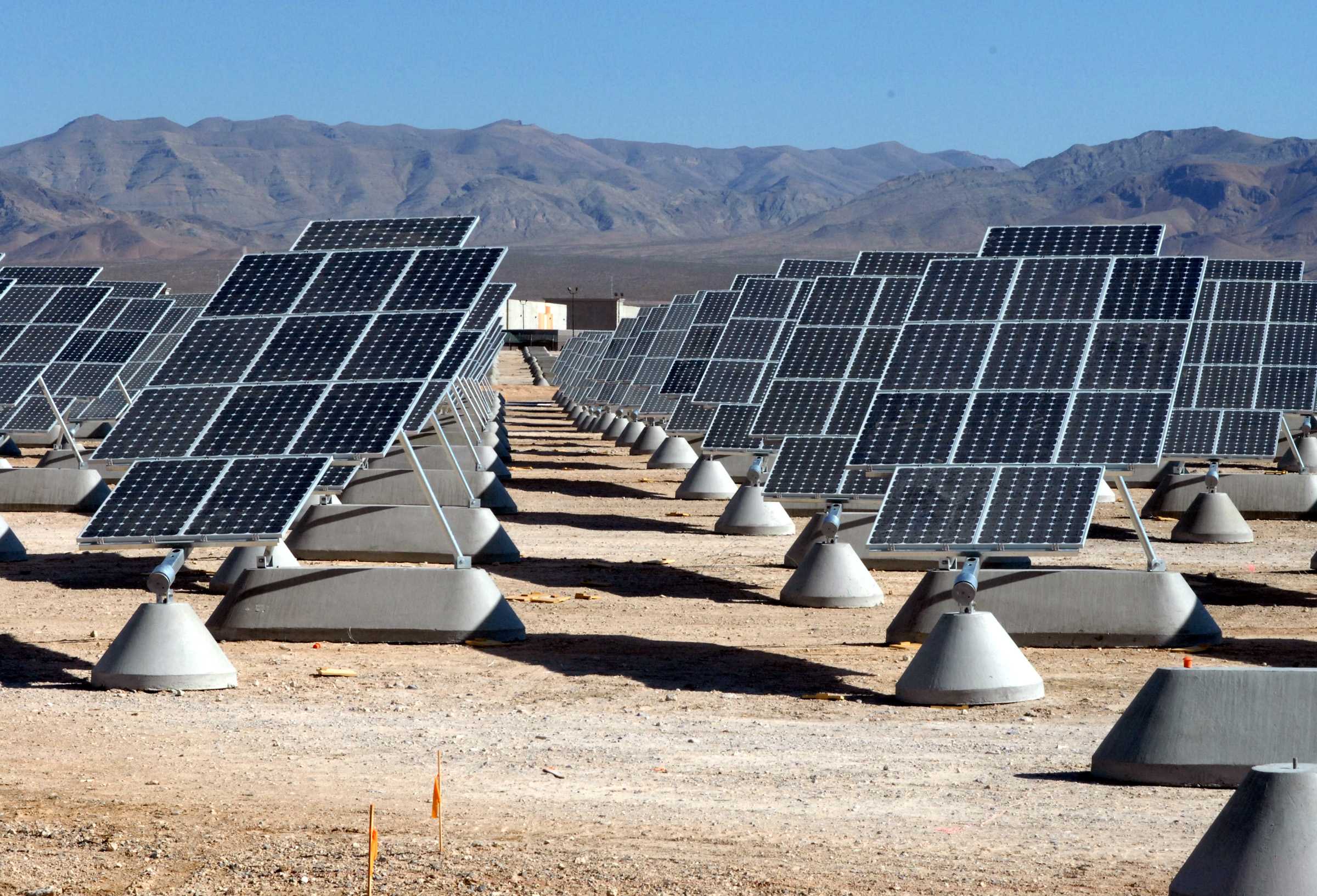
محطة نيليس للطاقة الشمسية.
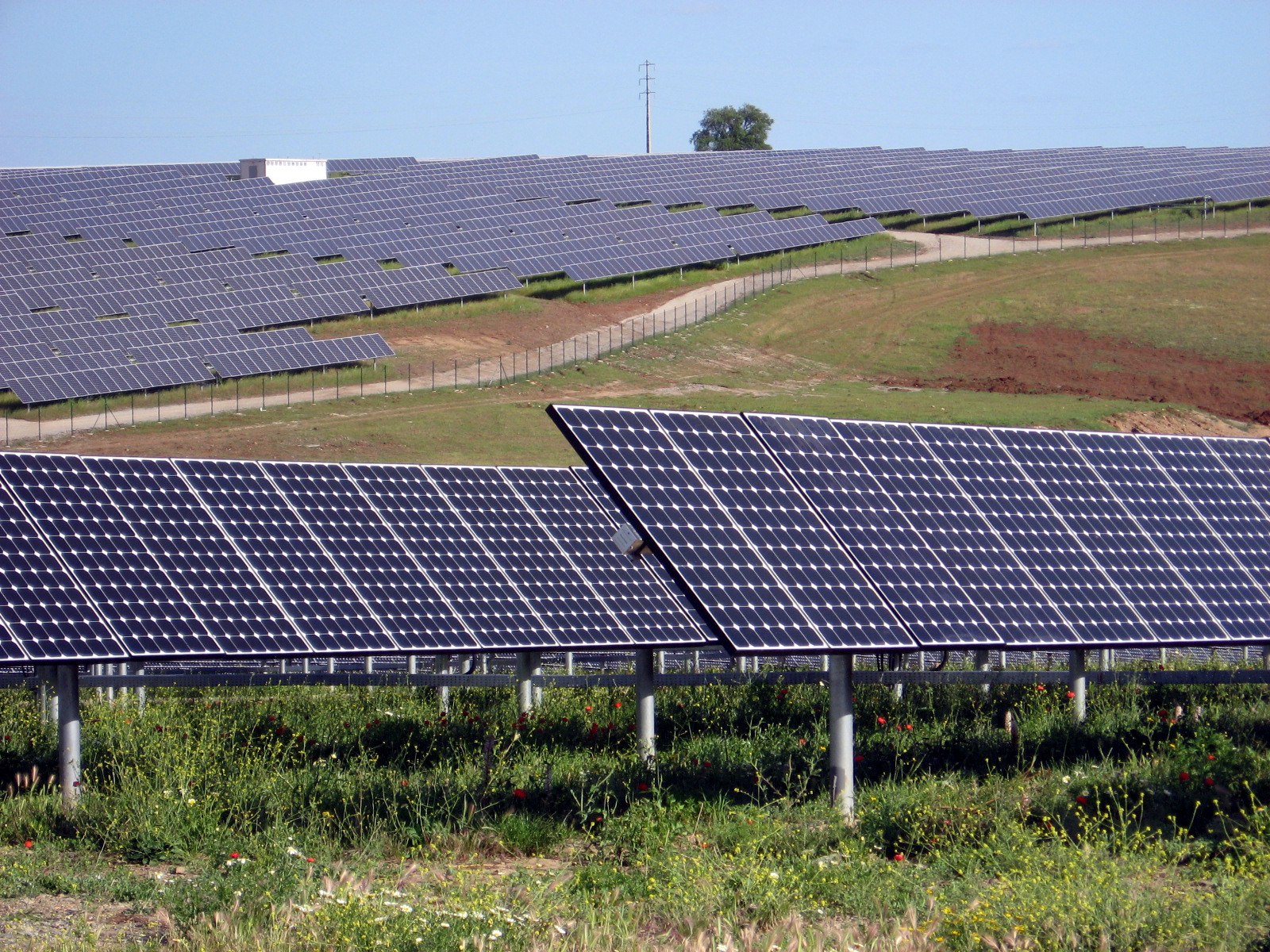
محطة سيربا للطاقة الشمسية

## اقرأ أيضا
- محطة ايفانباه للطاقة الشمسية
- خلية شمسية
- خلية ضوئية جهدية متعددة الوصلات
- ظاهرة كهروضوئية
- لوح ضوئي
- مصفوف ضوئي جهدي
- تأثير ضوء جهدي
- خلية ضوئية جهدية
- محطات طاقة شمسية جهدية
- محطة مورا للطاقة الشمسية
- شبكة حرارية مارستال